# 科潘
科潘（Copán）遗迹位于洪都拉斯西部的科潘省，靠近危地马拉边境。科潘是玛雅文明古典时期最重要的城邦之一。在当时，它是玛雅诸邦中最靠南的一个。1980年被联合国教科文组织认定为世界遗产。
科潘王国的历史可以追溯至公元2世纪，在公元5世纪到公元9世纪达到鼎盛，然后同其他古典时期各个玛雅城邦一样，步入古典期崩溃，突然衰落并被彻底遗弃在丛林之中。古代，科潘可能称作“Xukpi”。

## 名称

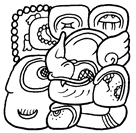
代表科潘的象形文字

古代，科潘可能称作 Oxwitik(错误：{{IPA}}：無法辨識語言標籤 oʃwitik)，意为“三个Witik”。然而真正的意味仍然不明。

## 位置

科潘的位置

科潘遗迹位于洪都拉斯西部的科潘省的科潘魯伊納斯，靠近危地马拉边境。它位于海平面700米上的富饶流域中。遗迹的核心部分离科潘魯伊納斯约1.6千米远。
前古典时期科潘谷的地面是起伏的，容易引起洪水冲击。在古典时期早期，居民们做了一系列措施来保护城邦中的建筑物免受洪水的破坏。
科潘对现今位于洪都拉斯中心区和西部的地区有地域性的影响。

## 人口

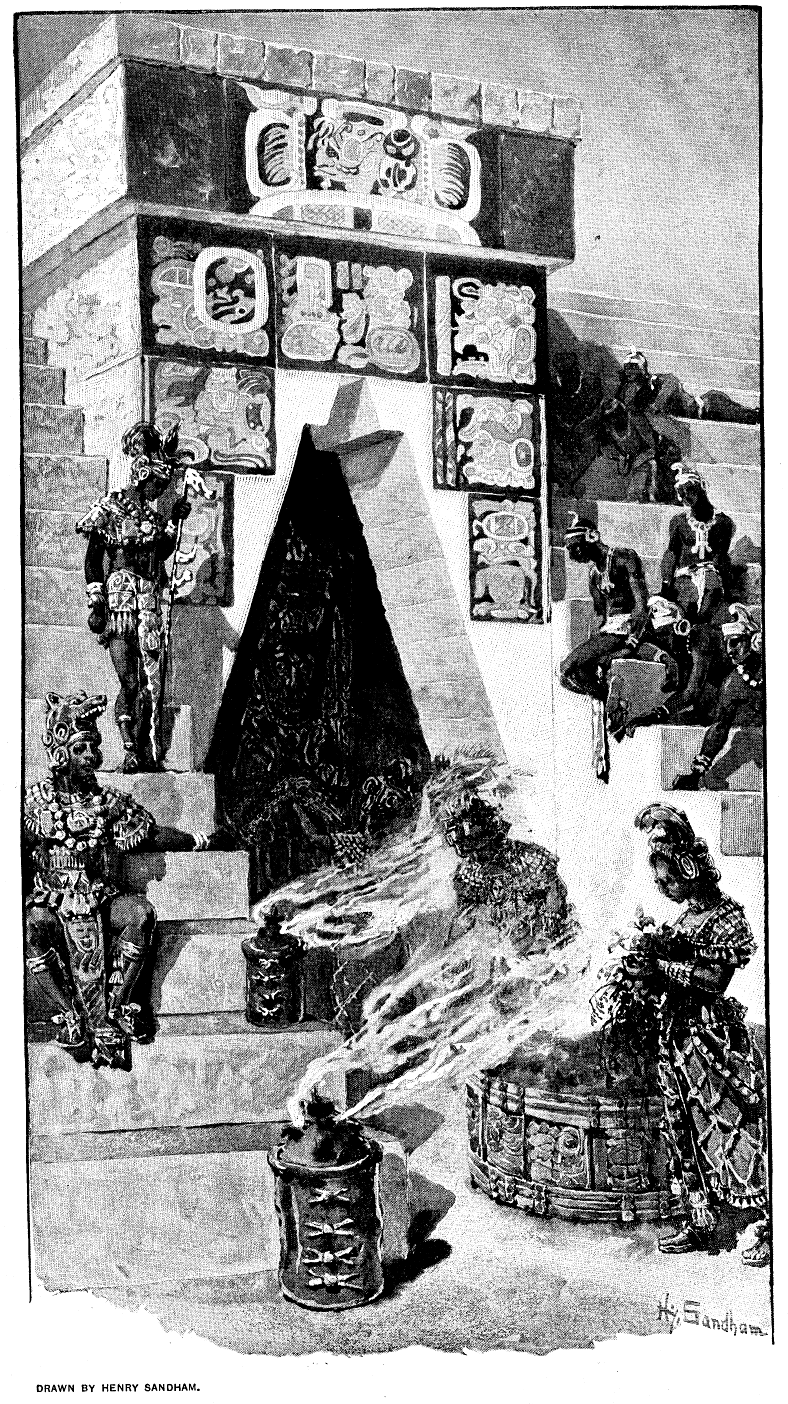
根据1号石碑和圣坛的构想图，由亨利·桑达姆于1898年所作。

在后经典时期的一位科潘国王掌权的初期，科潘有至少2万人和250平方千米的土地。大科潘甚至有约四分之一蒂卡尔的大小。据估计，初期的科潘中心区人口约在6000-9000人间，占有土地0.6平方千米，另有9000-12000人占有科潘边缘约23.4平方千米的土地。此外，在科潘谷中约有3000-4000名的农村人口，占有土地476平方千米。后经典时期的总人口约为18000-25000人之间。

## 历史
早于公元前1100年，科潘河谷地就有人居住，但是人们难以了解到早期的统治者。
公元5世纪早期，来自蒂卡尔的政权来到科潘，并使它成为玛雅城邦中最有力量的一个，同时也在玛雅南部区域产生了影响。
考古学家在科潘发现一座圣坛，称之为“圣坛Q”。它上面刻画有十六位人物的形象，起先考古学家觉得好像是十六位祭司环坐一起讨论问题似的，后来的研究表明这是十六位科潘国王的形象。
公元426年亚克库毛开始了强大的科潘王朝，他也是“圣坛Q”上所刻画的第一位国王。虽然他可能并不是科潘真正的第一位国王，但是他在后来肯定有着极崇高的地位。到了公元628年，“烟豹王”即位，他在位时间长达67年，是科潘王朝的鼎盛时期，同时也控制着周围很大面积的地方，成为一个“帝国”。
“烟豹王”以后“十八兔王”即位，在位时间长达43年，“十八兔王”虽继续扩张与征服，但是科潘已到了强弩之末之时。“十八兔王”在小国基里瓜安插的统治者考阿克天在即位后的第13年反叛，打败了“十八兔王”，并于公元738年5月3日將之斩首。“十八兔王”被斩首后，科潘的王权受到很大影响。“烟壳王”于公元749年继位后，努力挽救政权，他同玛雅西部的大城邦帕伦克联姻，并且在科潘大兴土木，兴建了大量的纪念碑。今天的考古学家正是通过这些纪念碑，得以了解科潘的历史。
到了公元763年6月，年約9歲的雅克斯潘继位，他仍然试图通过炫耀祖先的功绩，通过把自己刻画成英勇武士的形象来挽回王朝，但是科潘王朝的没落已经无法挽回。他至少在位至公元820年。此后一位叫做乌斯特图克的人“登基”，但遗留下来的铭文没有说清楚他“登”的是不是王位──纪念他“登基”的圣坛没有完工就废弃了。公元8-9世纪的科潘人口大幅减少，约从20000名城邦居民下降至5000名。经过了四个世纪，科潘人口才出现了减少的趋势，这也显示了即使是在王朝败落之后，科潘仍有强大的稳定性。 进入公元9世纪的科潘，同玛雅文明古典时期的所有其他城邦一样，突然衰落并且永远的被遗弃在了丛林之中。
当公元16世纪西班牙人来到科潘遗迹时，仪式中心已被长久废弃，科潘谷中只有一些残留的农村。
西元1839年，美國考古學家史蒂芬斯和英國畫家加瑟伍德循著傳說發現科潘，這2位冒險家將他們對科潘這座荒城的印象記載下來：它橫列在我們眼前，就像汪洋中一艘破碎的船，他的桅桿不見了，船員也消失了，誰也不知它何時來的，也不知摧毀它的是何物，一切都是謎。

### 统治者
已知的科潘统治者如下：
| 姓名（或绰号）                            | 统治时期     | 图像 | 王朝 | 通称                         |
| ----------------------------------------- | ------------ | ---- | ---- | ---------------------------- |
| 亚克库毛（K'inich Yax K'uk' Mo'）         | 426–437      |      | 1    | 1号伟大的太阳                |
| K'inich Popol Hol                         | 437          |      | 2    | 伟大的太阳                   |
| 不明                                      | 455          |      | 3    | 3号统治者                    |
| Ku Ix(K'al Tuun Hix)                      | 465          |      | 4    | K'altuun Hix, Tuun K'ab' Hix |
| 不明                                      | 476          |      | 5    | 5号统治者                    |
| Muyal Jol                                 | 485          |      | 6    | 6号统治者                    |
| B'alam Nehn                               | 504–544      |      | 7    | 「豹镜」王                   |
| Wil Ohl K'inich                           | 532–551      |      | 8    | 8号统治者                    |
| Sak-Lu                                    | 551–553      |      | 9    | 9号统治者                    |
| Tzi-B'alam                                | 553–578      |      | 10   | 「月豹」王                   |
| K'ak' Chan Yopaat                         | 578–628      |      | 11   | B'utz' Chan; Smoke Serpent   |
| Chan Imix K'awiil                         | 628–695      |      | 12   | 「烟豹」王                   |
| Uaxaclajuun Ub'aah K'awiil                | 695–738      |      | 13   | 十八兔                       |
| Ajaw K'ak' Joplaj Chan K'awiil            | 738–749      |      | 14   | 烟猴                         |
| Ajaw K'ak' Yipyaj Chan K'awiil            | 749–763      |      | 15   | 烟壳                         |
| 雅克斯潘 (Yax-Pasaj Chan Yoaat "Yax Pac") | 763 –810年后 |      | 16   | Yax Pac                      |
| 乌斯特图克（Ukit Took）                   | 822          |      | 17?  | –                            |

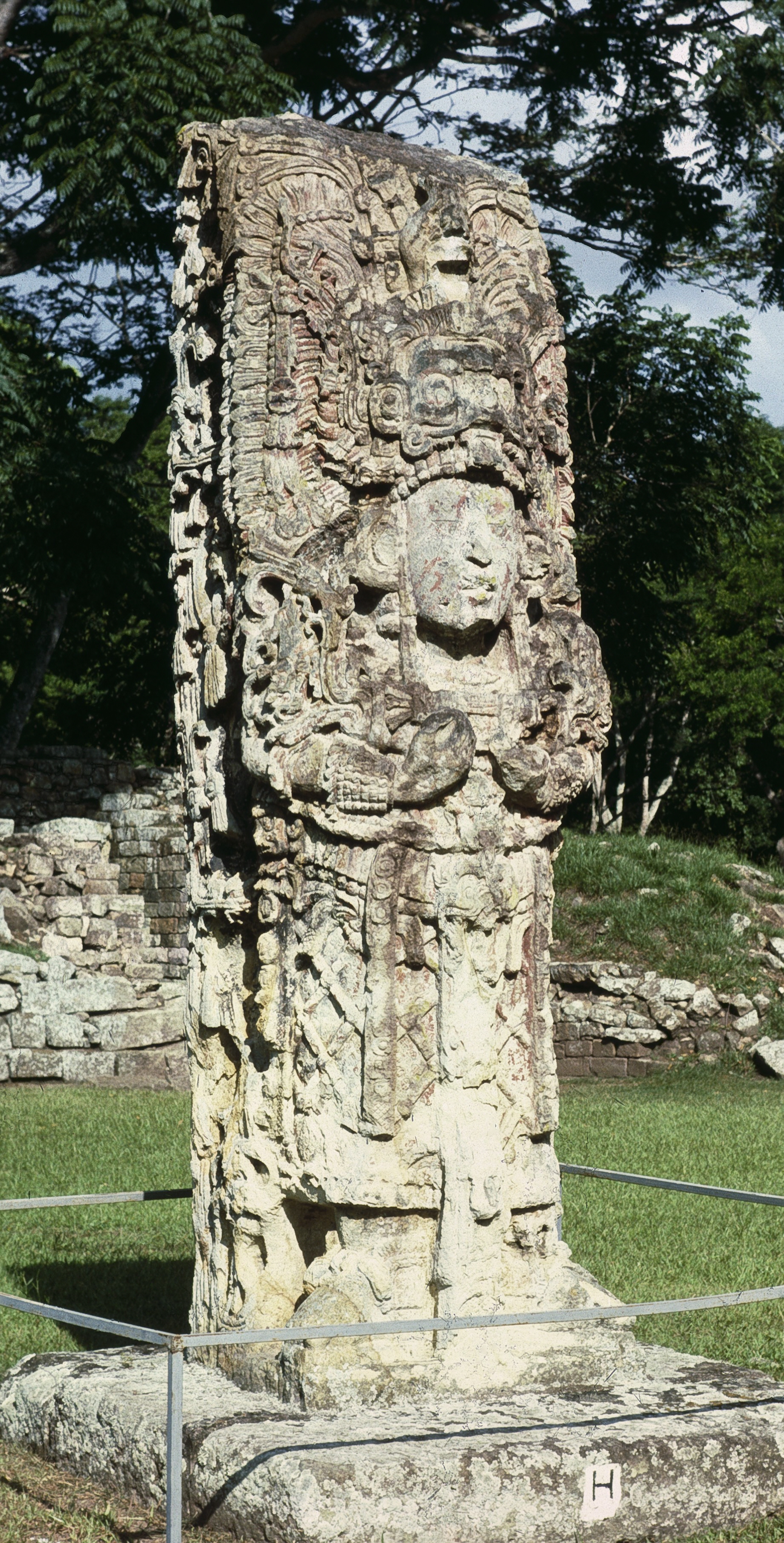
位于科潘的石碑H，描绘了Uaxaclajuun Ub'aah K'awiil

“圣坛Q” 遗迹描绘了从亚克库毛至雅克斯潘共十六位国王的画像。

### 科潘王朝前的历史
在公元前9世纪第一座石制建筑物在科潘地区被建造之前，富饶的科潘河谷就是优良的农耕之地。在被一位外来精英重修之前，科潘的地位举足轻重。在石碑的文本上有对于王朝前历史的记载，然而这些记载均在公元426年的重建之后。 其中的一段铭文提到了公元前321年，但并没有解释这个日期的重要性。科潘曾发生的一件大事与另一件发生在公元159年的208天之前的一件大事有关，发生的地点也在蒂卡尔的一块石碑上被提到过，人们猜测是在佩滕省盆地的某处，或许是在玛雅大城邦El Mirador。这个日期也在其他数块石碑的文本上被提及，并与一位被称为“叶状统治者”的未知人物有关。在坟墓1号中找到的西猯的颅骨雕刻品上记载到此人曾于公元376年说“要用石碑来作出行动”。

### 亚克库毛与K'inich Popol Hol

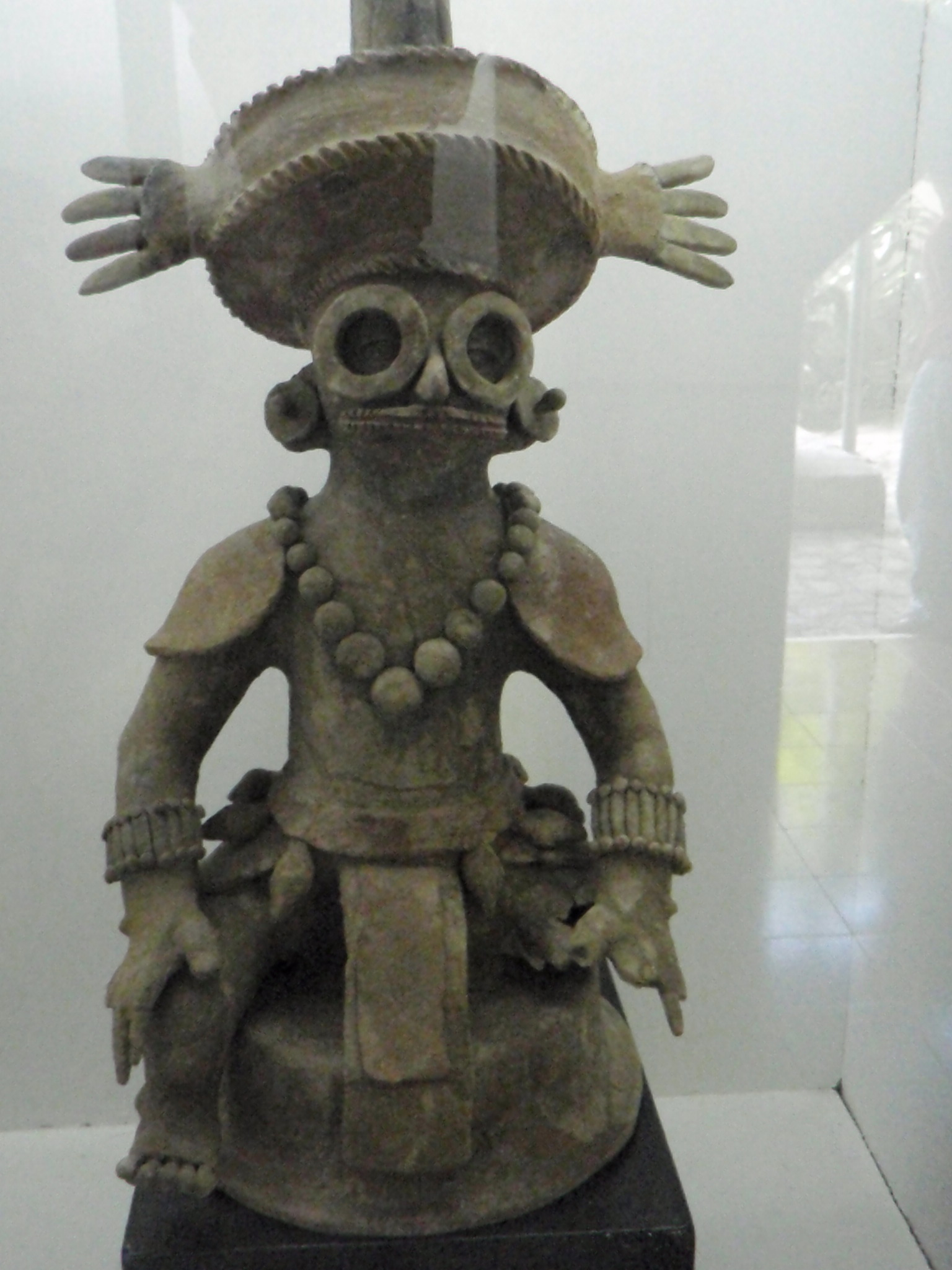
在7世纪的科潘国王之墓中找到的描绘亚克库毛的陶瓷品，该墓位于26号神庙之下。

科潘被亚克库毛重新修建，被其看作为新玛雅王国的首都。这场发动自蒂卡尔的政变明显是精心计划的。据石碑记载，一位名叫K'uk' Mo' Ajaw的战士于公元426年登上王位，并授予自己新的王名亚克库毛（K'inich Yax K'uk' Mo'）和称号ochk'in kaloomte（“西部之王”）。此称号曾被一位来自特奧蒂瓦坎的大将军Siyaj K'ak'所用，他曾果断介入佩滕中心区域的政治。亚克库毛可能来自蒂卡尔并受到蒂卡尔第16位统治者Siyaj Chan K'awill二世的支持。根据亚克库毛的假定遗孀的残骸发现，亚克库毛也许通过与前代科潘王朝联姻的方法来使他的政变合理化。该遗孀的遗骸表明她是土生土长的科潘人。在新王国建立之后，科潘仍与蒂卡尔保持了紧密的同盟关系。圣坛Q石碑上的象形文字显示了亚克库毛被授予王位的仪式过程，也包括了科潘王朝的建立仪式和在基里瓜的部署。
蒂卡尔的一块于公元406年创建的石碑中提到了库毛（K'uk' Mo'），此时离他建立科潘新王朝还有20年之久。或许两个名字指代的都是来自蒂卡尔的同一人。尽管没有在描述科潘新王朝建立的石碑上发现关于亚克库毛到达科潘的记载，但有间接证据表明他动用军队占领了科潘。据圣坛Q石碑，他被描述为一位来自特奧蒂瓦坎的戴着护目镜的战士，同时也被描述为战争蛇盾（war serpent shield）。在他到达科潘之后，他立刻发起了多种建筑物的建造，并有采用特奧蒂瓦坎和蒂卡尔的建筑风格。这表示他至少是一名墨西哥化玛雅人，甚至是来自特奧蒂瓦坎的人。新王朝统治科潘长达4个世纪之久，经历了16位国王和一位疑为国王的人的统治。一些为亚克库毛和他的继承人所作的纪念碑被保留了下来。
亚克库毛死于公元435-437年之间。1995年一群考古学家发现了一座talud-tablero风格下掩埋的坟墓。墓中有年长男性的遗骸，遗骸上有贵重的附葬品和伤迹。最终该遗骸被确认为是亚克库毛之遗骸，此遗骸也显示该人并非科潘本地人。

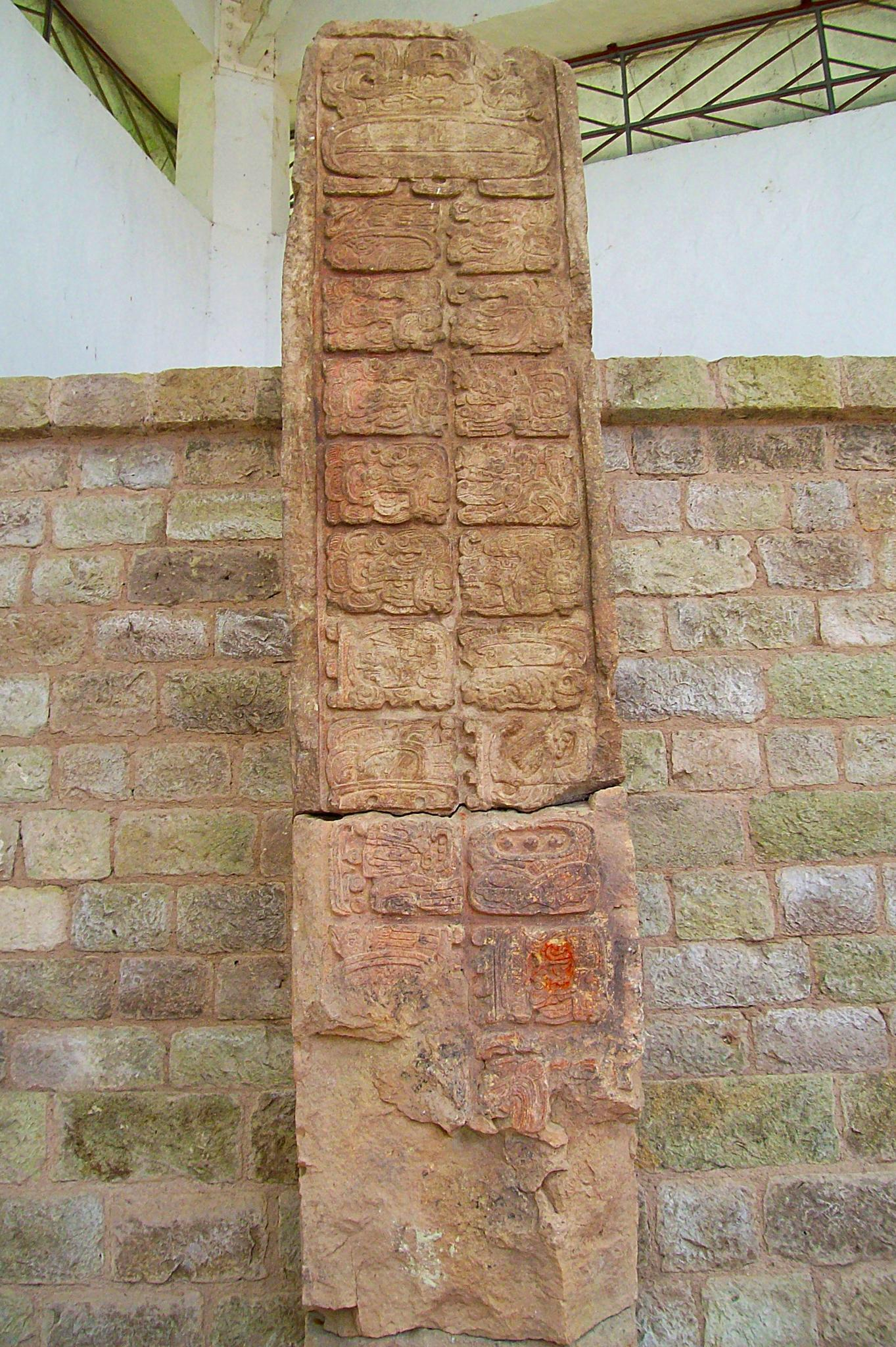
63号石碑，或许描述了K'inich Popol Hol的执政时期。

亚克库毛之子K'inich Popol Hol继承了王位，他着手重修科潘的核心区域。Popol Hol并非为他的本名，而是基于他特奧蒂瓦坎风格的名字所产生的绰号。 K'inich Popol Hol见证了科潘第一座美索美洲蹴球场的初步建成，而该蹴球场由緋紅金剛鸚鵡装饰。他最伟大的建造行动是关于他父亲的场所，在他父亲下葬后，他在掌权初期便迅速修建了墓地。

### 其他的早期统治者
第3位到第6位统治者的事迹鲜为人知。8世纪的圣坛Q上有对第3位统治者的描述，但他的标志处已经破损。Ku Ix是第4位统治者，他重建了10L-26神庙，并树立了石碑。即使其他的石碑上也记载了这位国王，但都没有记载他的名字。后来的两位统治者的顺序只能通过圣坛Q来得知。
B'alam Nehn (又称「豹镜」王)是第7位国王。15号石碑显示截止公元504年，他已经成为了科潘的统治者。B'alam Nehn是唯一一位被玛雅南部区域外所记载的科潘的统治者。他的名字出现在卡拉科尔的16号石碑上，此石碑于公元534年被创作，然而文字记载未能被完全解读。B'alam Nehn主导建造了许多的建筑物。
第8位统治者Wil Ohl K'inich也是一位只被圣坛Q记载的统治者。他的后继者于公元551年上台，此人的即位过程被记载了下来，然他的统治时长不足2年。
第10位统治者被称为「月豹」王，他是第7位统治者B'alam Nehn之子。他于553年5月上台，有关他的纪念碑在今日的科潘遗迹附近被找到。

### K'ak' Chan Yopaat与「烟豹」王
K'ak' Chan Yopaat是科潘的第11位统治者，他于578年「月豹」王死后24天上台。在那个时期，科潘正经历着前所未有的人口增长。他统治了49年，直到628年2月5日去世。他的后任者们树立的4块石碑中记载了他。
K'ak' Chan Yopaat去世16天后，「烟豹」王上台执政。他被认为是统治科潘事件最长的君主，从628年-695年均由他执政。他被推测出生于612年，年仅15岁便登上王位。考古学家几乎没能了解到他执政的前26年间的历史，但在652年，一场建筑活动突然爆发，2座石碑在大广场中被树立起来。这些纪念碑都是为了庆祝一个卡盾的结束。652年，他也在12千米开外的聖麗塔树立了纪念碑，目的也是为了庆祝一个卡盾的结束。人们认为他尝试以此来巩固他在科潘谷的王权。
在一场突如其来的大洪水之后，「烟豹」王继续执政，直到7世纪末期；他主持建立了其他9座未知的纪念碑，并为科潘的建筑带来了巨大的改变。「烟豹」王统治科潘长达67年，最终在695年6月15日去世，终年79岁。他的墓早已在26号神庙中被挖好，在他去世2天后即被埋葬。

### Uaxaclajuun Ub'aah K'awiil

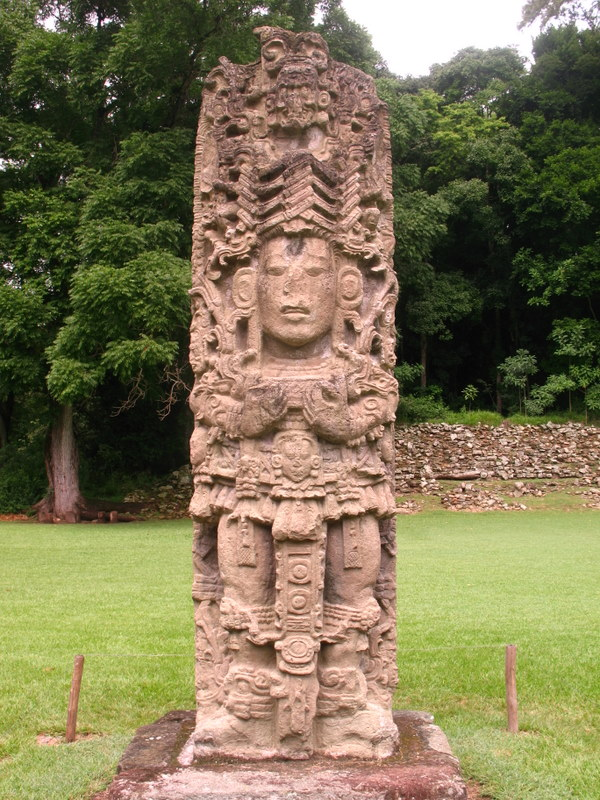
Uaxaclajuun Ub'aah K'awiil国王

Uaxaclajuun Ub'aah K'awiil于695年7月上台，他是科潘的第13位统治者。他见证了科潘的最盛世和科潘最惨重的政治危机之一。在他执政期间，建筑风格成了圆形。公元718年，科潘打败了Xkuy城邦。公元724年，Uaxaclajuun Ub'aah K'awiil在小国基里瓜（Quirigua）安插了统治者考阿克天（K'ak' Tiliw Chan Yopaat）。Uaxaclajuun Ub'aah K'awiil充满了统治4个最强大的玛雅城邦之一科潘的信心。（另外3个为蒂卡尔，卡拉克穆尔和帕伦克。）比起前任的统治者们，Uaxaclajuun Ub'aah K'awiil更关注在科潘中心区域建立他的纪念碑；他的第一块石碑在702年被建立起来，位于科潘的东部入口处。
直到736年，他都在不断建立高质量的石碑，这些石碑也被认为是玛雅文明最为经典和最具代表性的作品， 它们也都具有宗教意义。十八兔王也致力于其他的建筑工程，包括26号神庙的整修。他也修整了蹴球场。
738年，在Uaxaclajuun Ub'aah K'awiil修整蹴球场不久之后，一场始料未及的灾难降临了科潘。“十八兔王”在小国基里瓜安插的统治者考阿克天在即位后的第13年反叛，734年时塔克开始称呼自己为“神圣的国王”。 考阿克天（K'ak' Tiliw Chan Yopaat）与蒂卡尔的死敌卡拉克穆尔结盟，科潘则坚定地与蒂卡尔结盟。
纵使详细经过无人可知，但K'ak' Tiliw Chan Yopaat在公元738年4月抓获了Uaxaclajuun Ub'aah K'awiil并烧毁了两座科潘的守护神像。6天后Uaxaclajuun Ub'aah K'awiil被斩首，死于基里瓜。这场政变似乎没有对科潘或基里瓜产生影响，似乎也没有任何受害者被人们祭奠。 这一切似乎表明K'ak' Tiliw Chan Yopaat用某种方式暗中抓获了Uaxaclajuun Ub'aah K'awiil，而不是在公开的战役中打败他的。Uaxaclajuun Ub'aah K'awiil当时或许是在准备攻击一座城邦以捕获战俘来作宗教仪式并修建新的蹴球场。
后来，与卡拉克穆尔结盟就和军事保障扯上了关系。一个比基里瓜强大太多的科潘城邦最终却遭受失败。卡拉克穆尔离基里瓜很远，以至于K'ak' Tiliw Chan Yopaat并不担心会被其完全控制。这次结盟似乎实现了双赢：卡拉克穆尔成功削弱了蒂卡尔的强大援助，而基里瓜也获得了独立。 科潘的这场灾难所带来的后果是持久性的；后来的17年间都没有重要的建筑物出现。

### 后来的统治者
Uaxaclajuun Ub'aah K'awiil被处决39天后的738年6月7日，K'ak' Joplaj Chan K'awiil上台，他是科潘的第14位统治者。因缺乏纪念碑的记载，关于他的事迹鲜为人知。科潘的败北产生了更为广泛的影响，包括国土的丧失和交易受挫，基里瓜则在后来建立了更多的纪念碑和建筑物，科潘甚至快沦为基里瓜的附属国了。K'ak' Joplaj Chan K'awiil于749年1月去世。

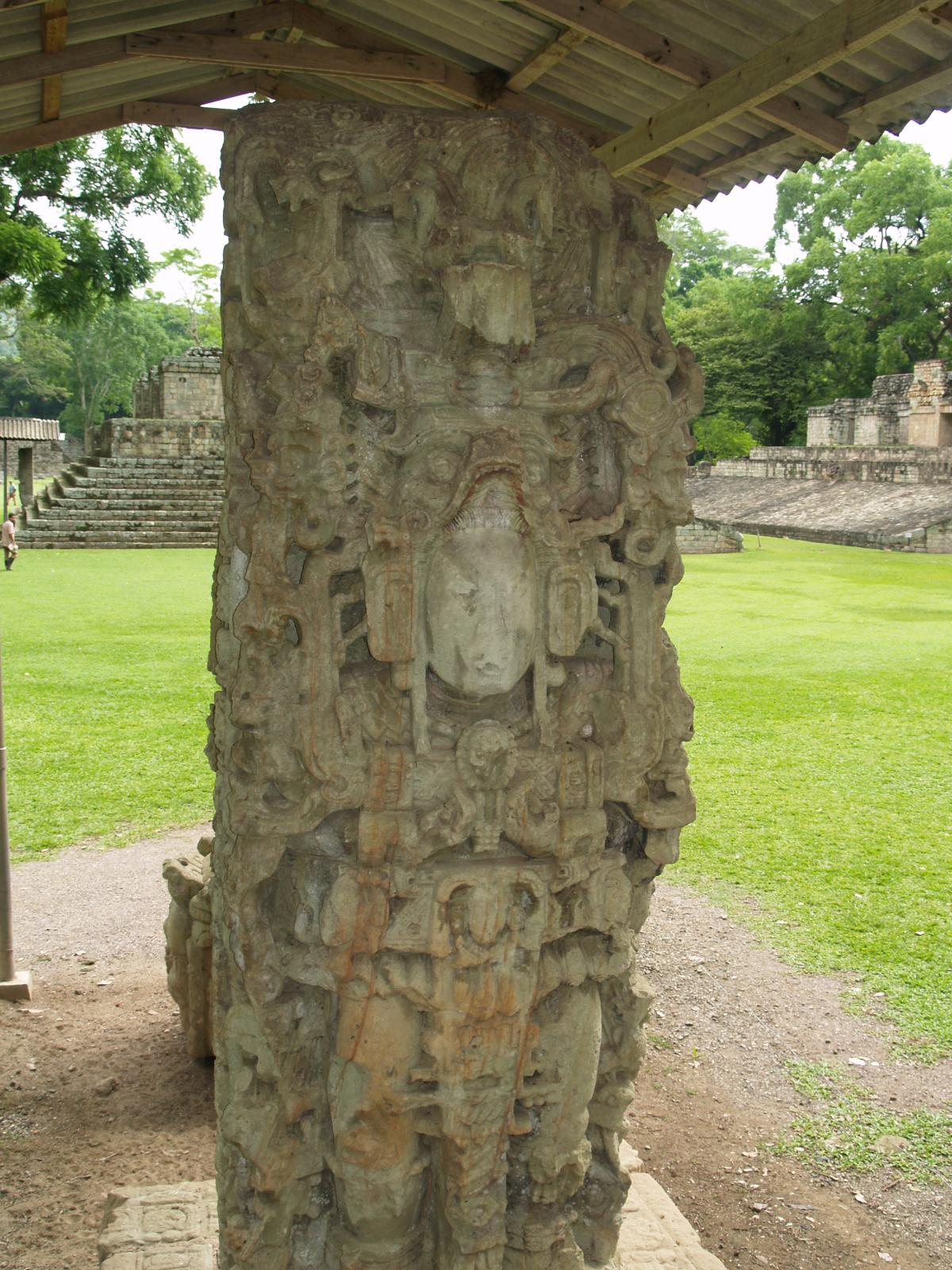
K'ak' Yipyaj Chan K'awiil

接着上台的是K'ak' Yipyaj Chan K'awiil，他是K'ak' Joplaj Chan K'awiil之子。在他执政的早期，科潘破裂，但后来他又尝试让科潘从灾难中重新振作起来。他重建了26号神庙，5座先前统治者的人物像被建立起来。K'ak' Yipyaj Chan K'awiil在8世纪60年代早期去世，推测下葬于11号神庙。
Yax Pasaj Chan Yopaat（雅克斯潘）是第16位统治者，即使他似乎不是前任统治者的后裔。他于763年上台，此时他可能只有9岁。 他没有主持修建纪念碑，而是在科潘的建筑物和圣坛上加入文字记载。据文字记载，他的父亲仍然不清不楚，但他的母亲是一位从遥远的帕伦克来的高贵女性。769年，他在11号神庙上修建了平台。 776年，他完成了对16号神庙的修建。在神庙底部，他放上了著名的圣坛Q上面记载了从亚克库毛到Yax Pasaj Chan Yopaat的科潘统治者。 到了8世纪后期，贵族变得更有权势。 到Yax Pasaj Chan Yopaat执政末期，科潘正在人口过多和资源不足中间挣扎，人们的生活质量严重下降。 Yax Pasaj Chan Yopaat在802年庆祝了他任内的第二个卡盾，并建立了他自己的纪念碑，然而810年国王庆祝卡盾结束的仪式是在基里瓜举行的，而非科潘。当时科潘的人口超过2万人，需要外部的长期支援。

## 相關
- 馬雅文明
- 馬雅遺址列表（英语：List of Maya sites）
- 圣坛Q（英语：Copán Altar Q）
- 象形文字阶梯（西班牙语：Escalinata de los Jeroglíficos）
- 洪都拉斯前哥伦布时期历史（西班牙语：Historia precolombina de Honduras）
- 洪都拉斯印第安原住民（西班牙语：Pueblos indígenas de Honduras）

## 來源
1. 1 2 3  Martin & Grube 2000，第209頁.
2. ↑  Stuart 1996.
3. ↑  Stuart & Houston 1994，第23, 25頁.
4. ↑  Martin & Grube 2000，第198頁.
5. ↑  Viel & Hall 2002，第877頁.
6. ↑  Sheets 2000，第434頁.
7. ↑  Fasquelle & Fash 2005，第4頁.
8. ↑  Sharer & Traxler 2006，第688頁.
9. 1 2  Sharer & Traxler 2006，第333頁; Martin & Grube 2000，第193頁.
10. ↑  Martin & Grube 2000, p.209.
11. ↑  Snow 2010，第267頁.
12. ↑  .   [2012-06-21]. （原始内容存档于2017-02-20）.
13. 1 2 3  Martin & Grube 2000，第203頁.
14. ↑  Sharer & Traxler 2006，第336頁.
15. ↑  Sharer & Traxler 2006，第337頁.
16. ↑  http://mayaruins.com/copan/a1_1170.html （页面存档备份，存于） http://mayaruins.com/copan/a1_1170.html （页面存档备份，存于）
17. 1 2  Martin & Grube 2000，第193頁.
18. ↑  Martin & Grube 2000，第202頁.
19. ↑  Sharer & Traxler 2006，第322, 333–338頁.
20. ↑  Sharer & Traxler 2006，第338頁.
21. ↑  Martin & Grube 2000，第192頁.
22. ↑  Sharer & Traxler 2006，第338, 341–342頁.
23. ↑  Sharer & Traxler 2006，第342頁.
24. ↑  Sharer & Sedat 2005，第174–175頁.
25. ↑  Martin & Grube 2000，第194頁.
26. ↑  Martin & Grube 2000，第195頁.
27. ↑  Martin & Grube 2000，第196頁.
28. 1 2  Martin & Grube 2000，第197頁.
29. ↑  Martin & Grube 2000，第197–198頁; Sharer & Traxler 2006，第336頁.
30. ↑  Martin & Grube 2000，第198–199頁
31. ↑  Martin & Grube 2000，第200–201頁.
32. ↑  Martin & Grube 2000，第201頁.
33. ↑  Martin & Grube 2000，第202–203頁.
34. ↑  Martin & Grube 2000，第203–204頁.
35. ↑  Martin & Grube 2000，第204–205頁.
36. ↑  Martin & Grube 2000，第203, 205頁.
37. ↑  Drew 1999，第241頁.
38. ↑  Looper 2003，第79頁.
39. ↑  Martin & Grube 2000，第204頁; Looper 2003，第76頁; Miller 1999，第134–135頁.
40. ↑  Drew 1999，第286頁; Looper 2003，第78頁.
41. ↑  Looper 2003，第78頁.
42. ↑  Looper 1999，第271頁; Looper 2003，第81頁.
43. ↑  Martin & Grube 2000，第206頁.
44. ↑  Martin & Grube 2000，第208頁.
45. ↑  Martin & Grube 2000，第207–208頁.
46. 1 2 3 4  Martin & Grube 2000，第210頁.
47. ↑  Martin & Grube 2000，第211頁.

## 延伸阅读
- Fash, William L.; Agurcia Fasquelle, Ricardo. . E. Wyllys Andrews; William L. Fash  (编). . Santa Fe, New Mexico, USA.: School of American Research Press. 2005: 3–32. ISBN 0-85255-981-X. OCLC 474837429.
- Fash, William L.; Andrews, E. Wyllys; Manahan, T. Kam. . Arthur A. Demarest; Prudence M. Rice; Don S. Rice  (编). . Boulder: University Press of Colorado（英语：University Press of Colorado）. 2005: 260–287. ISBN 0-87081-822-8. OCLC 61719499.

## 科潘外部連結
- 中的“"Copan"”
- "Lost King of the Maya" （页面存档备份，存于） companion site to PBS's "Nova" television documentary on Copán
- "Hieroglyphs and History at Copán" article by Mayanist epigrapher David Stuart（英语：David Stuart (Mayanist)） at the Peabody Museum
- Copan Sculpture Museum: Ancient Maya Artistry in Stucco and Stone. Barbara Fash. （页面存档备份，存于） Published by the Peabody Museum Press. Paperback 2011
- PAPAC （页面存档备份，存于）, Proyecto Arqueologico para la Planificacion de la Antigua Copan (Copan Urban Planning Project), academic-sponsored project for preservation and documentation of the site